# Странник (духовный журнал)
«Странник» — российский ежемесячный журнал для духовенства, выходивший в 1860—1917 годы. Возрождён в Смоленске, в 2008 году.

## История
Основан в 1860 году протоиереем В. В. Гречулевичем. Затем редакторами состояли протоиерей В. И. и священник С. В. Протопоповы, А. Васильков и приват-доценты А. Пономарёв и Е. Прилежаев.
Святитель Игнатий (Брянчанинов) в 1864 году критиковал журнал за «кастовость»:

«„Странник“, журнал вредный для духовенства, как отделяющий его от народа в касту, и не только не укрощающий, но и разжигающий ненависть касты к прочим сословиям. Для овец оружие волков неестественно. Овцы покоряли волков любовию и кротостию, а если в дело пошли зубы, то овцам не устоять, особливо при нынешнем охлаждении мирян к религии, а паче к духовенству».
Позднее издателем «Странника» стал профессор А. П. Лопухин (с 1899 года), редактором (с 1880 года) — профессор А. И. Пономарёв.
«Странник» сыграл большую роль в деле религиозного и богословского просвещения в России. Журнал был закрыт в 1917 году.
Возрождение журнала «Странникъ» началось в 2008 году в Смоленске, когда за дело взялась небольшая инициативная группа во главе с главным редактором Константином Забелиным. «Преемственность дореволюционной и современной редакций журнала прослеживается в программе, — записал после презентации Константин Забелин в своем ЖЖ. — Так, например, одним из ведущих направлений журнала „Странникъ“ стало формирование духовно-нравственного облика поколения. Публикуются слова, поучения, речи, беседы и другие нравоучительные произведения, рассказы, очерки, повести из прошлого и современного быта нашего духовенства, страницы из старой церковной периодики». Как СМИ он был зарегистрирован лишь в 2012 году.

## Приложения к журналу «Странник»
- Гречулевич В. В. Притчи Христовы: О немилосердном рабе; О милосердном самарянине, 1860.
- Словарь к евангельскому повествованию (к т. 1), 1861.
- Остромысленский Е. Об образовании сельского простонародия, 1861.
- Прозоровский Д. И. О хронологии 70 толковников (к т. 1), 1862.
- Проповеди, 1863—1864.
- Журнал «Чтение для детей», 1863—1864.
- Газета «Современный листок политических, общественных и литературных известий», 1863—1869.
- Много ли знает человек о Вселенной? / Пер. с нем. А. Ковальницкого, свящ. — 41 с. (июнь/июль), 1878.
- Общедоступная богословская библиотека: Собрание лучших сочинений известнейших писателей богословов в русской и иностранной богословской литературе по всем отраслям богословского знания. — 32 вып., 1898—1913.
  - Толмачев И. В. Православное собеседовательное богословие или Практическая гомилетика. — 4 т. (Вып. 1-4 Общедост. богосл. б-ки), 1898.
  - История Христианской церкви в XIX в. — 2 т. (Вып. 6-7 Обшедост. богосл. б-ки), 1900—1901.
  - Православная Богословская энциклопедия или Богословский энциклопедический словарь. — 12 т. (Вып. 5, 8-9, 12-13. 15, 18-19. 21, 23, 25, 27 Обшедост. богосл. б-ки), 1900—1911.
  - Фаррар Ф. В. Жизнь и труды свв. отцов и учителей Церкви. — 1 т. 
  - Фаррар Ф. Жизнь и труды св. Отцев и Учителей Церкви. Том 1. — (Вып. 10 Обшедост. богосл. б-ки), 1902.
  - Фаррар Ф. Жизнь и труды св. Отцев и Учителей Церкви. Том 2. — (Вып. 11 Обшедост. богосл. б-ки), 1903.
  - Христианство, наука и неверие на заре XX в. — 10 вып., 1902—1911.
  - Толковая Библия, или комментарий на все книги Св. Писания Ветхого и Нового Завета: Т. 1-12 (Вып. 14, 16-17, 20. 24, 26, 28-32 Обшедост. богосл. б-ки), 1904—1913.
- Муретов М. Д. Эрнест Ренан и его «Жизнь Иисуса», 1907—1908.
- Баллард Ф. Чудеса неверия. — 1910.
- «Памятники древнерусской литературы» с предисловиями и филологическими примечаниями.